# Vela ai XVIII Giochi del Mediterraneo
Le competizioni di vela ai XVIII Giochi del Mediterraneo si sono svolte dal 23 al 29 giugno 2018 presso il Club Náutico di Salou.
Erano in programma due gare maschili e due femminili:
- Laser (maschile)
- Laser Radial (femminile)
- RS:X (maschile e femminile)

Durante questa edizione l'RS:X ha fatto la sua prima apparizione all'interno dei Giochi.

## Calendario
Il calendario delle gare è stato il seguente:
| ● | Competizioni | ● | Finali |

| Giugno/Luglio |    |    |    |    |    |    |    |    |    |
| 22            | 23 | 24 | 25 | 26 | 27 | 28 | 29 | 30 | 1º |
|               | ●  | ●  | ●  | ●  | ●  | ●  | 4  |    |    |

## Podi

### Uomini
| Evento           | Oro            | Argento         | Bronzo               |
| Laser (dettagli) | Joaquín Blanco | Pavlos Kontidīs | Joel Rodríguez Pérez |
| RS:X (dettagli)  | Mattia Camboni | Louis Giard     | Matteo Evangelisti   |

### Donne
| Evento                  | Oro              | Argento        | Bronzo            |
| Laser Radial (dettagli) | Athanasia Fakidi | Silvia Zennaro | Martina Reino     |
| RS:X (dettagli)         | Blanca Manchón   | Marina Alabau  | Flavia Tartaglini |

## Medagliere
| Posizione | Paese   | Oro | Argento | Bronzo | Totale |
| --------- | ------- | --- | ------- | ------ | ------ |
| 1         | Spagna  | 2   | 1       | 2      | 5      |
| 2         | Italia  | 1   | 1       | 2      | 4      |
| 3         | Grecia  | 1   | 0       | 0      | 1      |
| 4         | Cipro   | 0   | 1       | 0      | 1      |
| 4         | Francia | 0   | 1       | 0      | 1      |
| Totale    | Totale  | 4   | 4       | 4      | 12     |